# Данні Гусен
Данні Гусен (нід. Danny Hoesen, нар. 15 січня 1991, Герлен) — нідерландський футболіст, нападник клубу МЛС «Остін».

## Клубна кар'єра
Народився 15 січня 1991 року в місті Герлен. Вихованець юнацьких команд «Ейкендервельд», «Гроне Стер» та «Фортуна» (Сіттард).
2008 року підписав професійний контракт з «Фортуною», але в сезоні 2008/09 відіграв за команду лише 1 матч. У 2009 році молодий форвард був придбаний англійським «Фулгемом», але для отримання більшої ігрової практики віддавався в оренду: спочатку в «ГІК», з яким став чемпіоном Фінляндії, а потім в рідну «Фортуну». Через це за «котеджерів» так і не провів жодного матчу.
29 серпня 2012 року Гусен підписав контракт з амстердамським «Аяксом» строком на 3 роки. Причому «Фулгем» зберіг 30% прав на футболіста. За свій новий клуб форвард дебютував 3 жовтня 2012 року у матчі Ліги чемпіонів проти мадридського «Реала», вийшовши на 66 хвилині на заміну замість Тобіаса Сани. У матчах Ередевізі Гусен дебютував 17 листопада того ж року в матчі проти «ВВВ-Венло», вийшовши на 72 хвилині на заміну замість Крістіана Еріксена і забив переможний гол на 84 хвилині. Через чотири дні, 21 листопада, в матчі Ліги чемпіонів проти дортмундської «Боруссії», він на 63 хвилині вийшов на заміну замість Ейонга Ено. У тому матчі «Аякс» був розгромлений з рахунком 1:4, але єдиний гол за амстердамців забив якраз Гусен, після пасу від Крістіана Еріксена. В підсумку 2013 року Данні з командою став чемпіоном Нідерландів та володарем Суперкубка Нідерландів.
Під час зимового трансферного вікна 2014 року Хусен був відданий в оренду грецькому ПАОКу, де віступав під керівництвом свого співвітчизника Губа Стевенса.
Влітку 2014 року підписав контракт з «Гронінгеном». Наразі встиг відіграти за команду з Гронінгена 26 матчів в національному чемпіонаті.

## Виступи за збірні
2007 року дебютував у складі юнацької збірної Нідерландів, взяв участь у 10 іграх на юнацькому рівні, відзначившись одним забитим голом.
2013 року залучався до складу молодіжної збірної Нідерландів. У її складі був учасником молодіжного Євро-2013, на якому забив четвертий гол в матчі групового етапу у ворота Росії (5:1), а також відіграв повні 90 хвилин проти майбутніх чемпіонів Іспанців (0:3). В підсумку Нідерланди стали півфіналістом турніру. Всього на молодіжному рівні зіграв у 3 офіційних матчах, забив 1 гол.

## Титули і досягнення
- Чемпіон Фінляндії (1):

«ГІК»: 2010
- Чемпіон Нідерландів (1):

«Аякс»: 2012-13
- Володар Суперкубка Нідерландів (1):

«Аякс»: 2013
- Володар Кубка Нідерландів (1):

«Аякс»: 2014-15